# Камара, Хуан
Хуа́н дель Ка́рмен Ка́мара Ме́са (род. 13 февраля 1994[…], Хаэн, Андалусия) — испанский футболист, полузащитник клуба «Заглембе» (Сосновец).

## Клубная карьера
Воспитанник ФК «Вильярреал». 3 июня 2012 года в последнем туре сезона в Сегунде, он дебютировал на профессиональном уровне, выйдя на поле за 27 минут до конца матча, за резервную команду в домашнее матче, где его команда потерпела поражение от «Депортиво» (Ла-Корунья) 0:1.
3 июля 2014 года Камара присоединился к резервной команде «Барселоны». Он забил свой первый гол 28 сентября в игре с «Мальоркой» 3:3. В свой первый год он забил 6 голов в 30 матчах, включая дубль в матче с «Рекреативо» 18 января 2015 года.
Камара был впервые включён в заявку на матч первой команды «Барселоны» 23 августа 2015 года, в 1 туре Ла Лиги, но на поле не вышел. Первую игру за основную команду провёл в матче Лиги Чемпионов 9 декабря 2015 года, заменив Хорди Альбу за 16 минут до конца встречи с «Байером» (Леверкузен).
10 февраля 2016 года Камара вышел на поле вместо Ивана Ракитича на 76 минуте в ответном матче против «Валенсии» в полуфинале кубка Испании (1:1). Этот результат продлил беспроигрышную серию «Барселоны» до 29 игр, побив предыдущий рекорд в сезоне 2010/11.